# Лабуд Гојнић
Лабуд Гојнић је био правник и политичар који је био министар и председник Народне скупштине Кнежевине Црне Горе од 1907. до 1908. Основну школу завршио је у Брчелима, док је 1881. године уписао Гимназију на Цетињу, где је завршио четири степена, дипломирао у Новом Саду 1889. Лабуд је дипломирао на београдском Правном факултету 1893. године, године када се вратио у Црну Гору и постављен за писара Вишег суда.

## Политичка каријера
Од 1897. године био је председник Среског суда Вирпазар, са звањем окружног капетана. Лабуд је био и председник Трибунала који је пресудио у скандалу са бомбама, док је 1908. био на месту председника Вишег суда, али је убрзо смењен из политичких разлога. Од 1905. до 1906. године обављао је дужност министра унутрашњих послова у Влади Лазара Мијушковића. Такође је руководио овим ресором од 1913. до 1914. године у Влади Јанка Вукотића. У периоду од 1907. до 1908. године био је председник Народне скупштине Црне Горе. Лабуд је важио за једног од најкултурнијих и најбољих адвоката у Црној Гори и био је аутор неколико закона. Био је и један од аутора првог црногорског устава из 1905. године. Изабран је за члана Париског академског друштва за међународну историју и одликован златном медаљом 1911. године, док је 1913. године изабран за члана Латинске академије наука, Paris Arts and Fiction. Лабуд је учествовао у Балканским ратовима, а током Првог светског рата постављен је за обласног гувернера у Никшићу. Поред великог броја стручних радова из области права, објављивао је књижевне радове.